# Glaube (Religion)

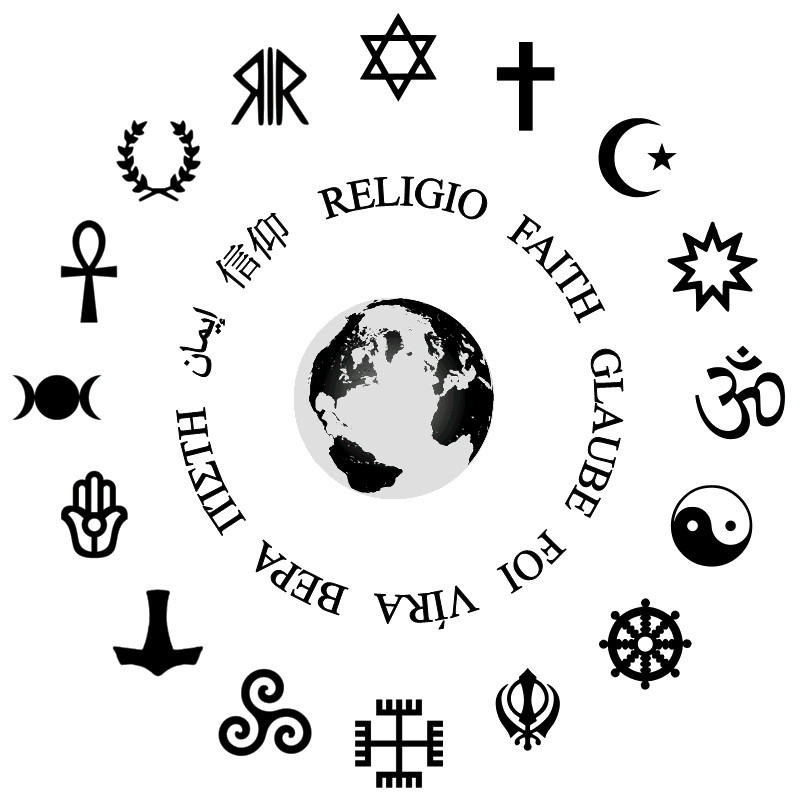
Religionssymbole

Der Glaube (auch Glauben; lateinisch fides „Vertrauen, Glaube, Zutrauen“) im Kontext religiöser Überzeugungen ist eine Grundhaltung des Vertrauens in die Lehre einer Religion und der mit ihr verbundenen Personen. Im Gegensatz zum Wissen gründet die Wahrheitsvermutung eines Glaubens nicht auf Logik und Einsicht, sondern allein auf den Aussagen von Autoritäten.
Der religiöse Begriff Glaube wird in den verschiedenen Religionen nicht nur unterschiedlich ausgelegt, sondern hat auch in jeder Religion einen anderen Stellenwert.
Der Glaube selbst ist kein religiöses Konzept des Judentums, sondern bezieht sich auf die ganze jüdische religiöse Tradition. Statt eines inhaltlich festgelegten Glaubens steht Gerechtigkeit auf der Grundlage der universellen Nächstenliebe und Gleichheit aller Menschen im Mittelpunkt.
Gemeinsam ist allen christlichen Strömungen der Glaube, dass alles Seiende durch Gott geschaffen wurde und im Dasein gehalten wird. Zentral im christlichen Glauben ist die Bejahung Gottes und seiner Autorität. Der Glaubensinhalt wird in der Dogmatik und in christlichen Glaubensbekenntnissen festgehalten, deren Glaubensinhalte sich in einigen Punkten unterscheiden.
Bereits im Koran wird eine wichtige Unterscheidung getroffen, nämlich zwischen der Annahme des Islams (islām) und der Annahme des Glaubens (īmān). An derartige Aussagen knüpft sich die Vorstellung, dass derjenige, der den Islam angenommen hat, also ein Muslim ist, nicht unbedingt ein „Gläubiger“ (mu'min) sein muss. Was genau zum islamischen Glauben (Īmān) gehört, ist zwischen den verschiedenen theologischen Schulen des Islams umstritten.
Der Sikhismus betont die Einheit der Schöpfung, einen gestaltlosen Schöpfergott und Gottvertrauen. Das zentrale Ziel ist es religiöse Weisheit für den Alltag nutzbar zu machen und nicht die Einhaltung unumstößlicher religiöser Dogmen.
Im Buddhismus bedeutet Glaube, die Lehren des Buddha als wahr anzuerkennen, noch ehe ihr Wahrheitsgehalt durch die eigenen Erfahrungen bestätigt werden kann. Dieses Konzept ist ein wichtiger Bestandteil sämtlicher buddhistischer Traditionen, auch wenn dieser Glaube in einzelnen Schulen dann unterschiedlich ausgeprägt sein kann. Vertrauen und Weisheit sind gleichermaßen wichtig. Der buddhistische Glaube grenzt sich somit vom „blinden Glauben“ ab.
Im Baháʼí-Glauben sind sowohl Glaube als auch Wissen für spirituelles Wachstum erforderlich.

## Wortbedeutung
Das deutsche Wort Glaube (seltener: Glauben), von mittelhochdeutsch gloube/geloube aus althochdeutsch gilouba und giloubo, kommt vom Verb glauben (in früherer Bedeutung „gutheißen“ aus der Grundbedeutung „sich etwas lieb/vertraut machen“), das ein Präfixverb mit Ablaut zu dem verwandten Adjektiv lieb ist, die beide ihre Wurzel im indogermanischen lub-/lewbʰ- (‚begehren‘, ‚lieb haben‘, ‚für lieb erklären‘, ‚gutheißen‘, ‚loben‘) haben. Das Wort wird in dem hier behandelten Sinn verwendet als Übersetzung des griechischen Substantivs πίστις pistis mit der Grundbedeutung „Treue, Vertrauen“. Das zugehörige Verb lautet πιστεύω pisteúō „ich bin treu, vertraue“ (πιστεύειν pisteúein, „treu sein, vertrauen“). Ursprünglich gemeint war also: „Ich verlasse mich auf …, ich binde meine Existenz an …, ich bin treu zu …“. Das Wort zielt demnach auf Vertrauen, Gehorsam (vergleiche: Gelöbnis, Verlöbnis), Treue. Die Fügung „glauben an Gott“ etablierte Martin Luther.
Das lateinische Wort credere (vgl. Credo und Kreditor) – von cor dare: „das Herz geben/schenken“ – ist direkt verwandt mit der altindischen Wurzel sraddha- („glauben“) und ist eine sehr alte (indogermanische) Verbalkomposition. Die Bestandteile bedeuten: „Herz“ und „setzen, stellen, legen“, zusammen also etwa „sein Herz (auf etwas) setzen“. Das unbestimmte „ich weiß nicht“ entspricht hingegen dem lateinischen Wort putare („glauben, dass“).
Im Hebräischen gibt es die Vokabel aman: sich an etwas festmachen. Die Vokabel aman mit der Schreibung „Aleph-Mem-Nun“ wird nur in der Stammesmodifikation des Hif'il (Aussprache „hä’ämin“) mit dem Wort „glauben“ übersetzt. Diese Stammesmodifikation drückt im Allgemeinen einen kausativen Aspekt der Grundbedeutung aus. Die Grundbedeutung, die auch im ursprünglich hebräischen Wort Amen (vgl. auch arabisch „Īmān“) erscheint, ist „fest“ oder „unerschütterlich“, die Bedeutung im Hif'il ist also „jemanden fest sein lassen“.
Das arabische Wort Īmān ist das Verbalsubstantiv der IV. Form des Stammes ʾ-m-n, welches auch in anderen semitischen Sprachen das Konzept von Vertrauen und Sicherheit zum Ausdruck bringt (siehe Amen), hat also eine doppelte Bedeutung, nämlich zum einen „Glauben“ im Sinne von „an etwas glauben“, aber auch „beschützen, sichern“.

## Judentum

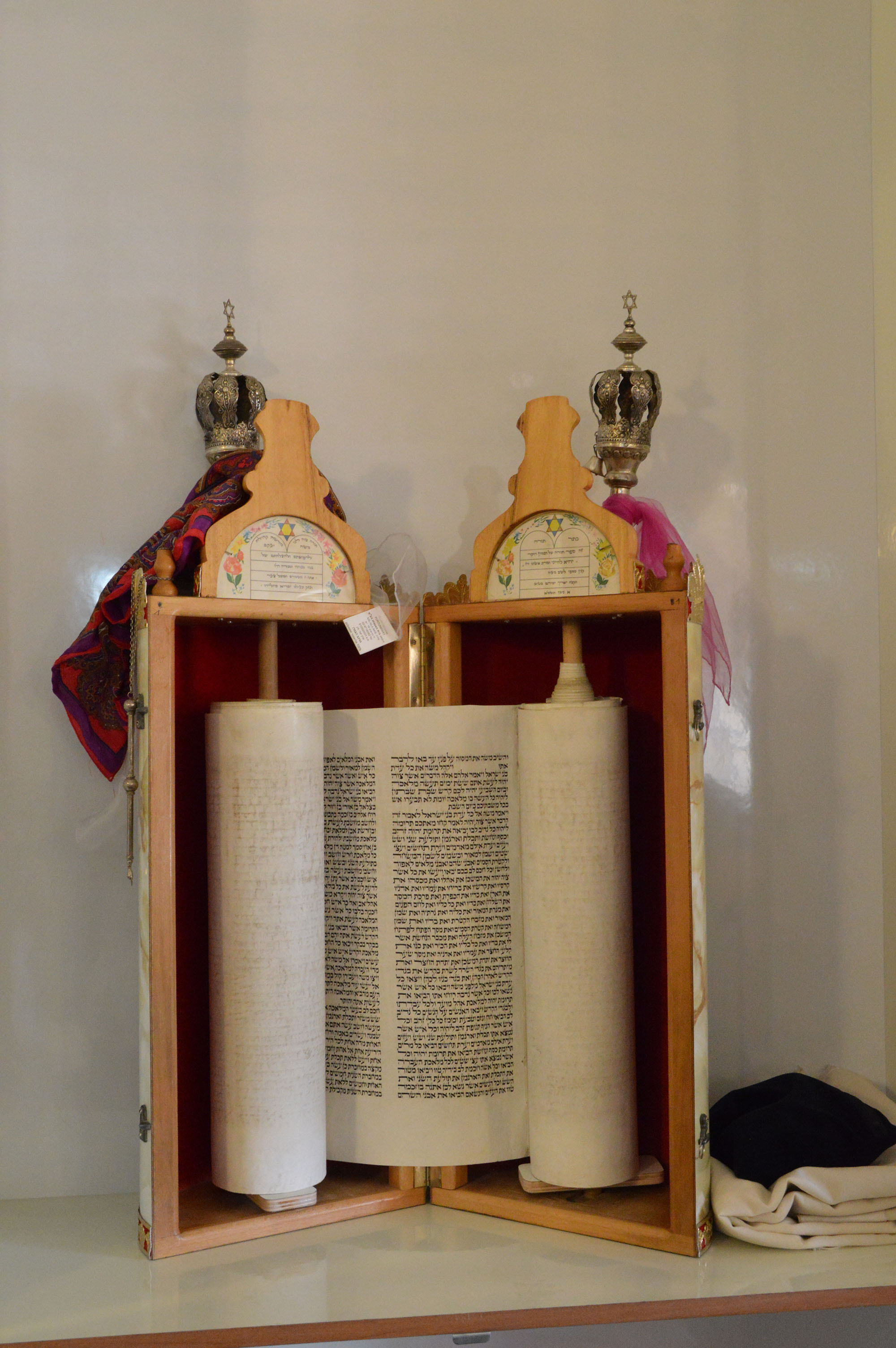
Tora im sephardischen Stil

Die jüdische Religion ist die älteste der monotheistischen abrahamitischen Religionen und wird als ethischer Monotheismus bezeichnet. „Gott ist im Judentum Inbegriff ethischen Wollens.“ Nach dem Talmud (Sprüche der Väter) hat Mose die Tora (d. h. Lehre) von JHWH am Berg Sinai erhalten. Sie fasst Gottes Willen für das Verhalten ihm und den Mitmenschen gegenüber zusammen und enthält eine Reihe von Geboten und Verboten (hebr. Mitzwot). Die Tora wurde als Lehre zunächst von den Gelehrten mündlich überliefert und erst von Jehuda ha-Nasi (meist einfach Rabbi genannt) in der Mischna schriftlich fixiert. Die Mischna wiederum bildet die Basis des Talmuds, in welchem Diskussionen von Rabbinern zur Mischna festgehalten wurden.
Glaube selbst ist kein religiöses Konzept des Judentums.
Eine hebräische annähernde Entsprechung für Glauben im religiösen Sinn ist Emuna (auch: Emunah, hebräisch אֱמוּנָה), was meist unzureichend gemeinhin mit „Glaube“, „Zuversicht“ oder „Vertrauen in Gott“ übersetzt wird. Emuna steht für den Glauben an Gott und die fest verankerte Zuversicht in seine Hilfe und Führung, dabei handelt es sich nicht nur um einen intellektuellen Glauben, sondern auch um tiefes Vertrauen, standhafte Überzeugung und das Vertrauen, dass alles in der Welt Teil eines göttlichen Plans ist, der letztlich zum Wohl des Einzelnen und der Gemeinschaft führt.
Emuna ('E-mu-na; hebräisch: אמונה) stammt von der hebräischen Wort-Wurzel אמן, von der Amen und die hebräischen Wörter für Treue, Verlässlichkeit, Übung, Künstler, Handwerker u. a. abgeleitet werden. Der deutsche Rabbiner Samson Raphael Hirsch übersetzte es mit „Vertrauensgrund“.
Im Judentum wird der positive Wert jener Emuna und der negative Status eines Apikorus (übersetzt mit „Gottesleugner“) beachtet.
- Emuna wird als angeboren und als Überzeugung und Erkenntnis einer tief in der Seele verwurzelten Wahrheit beschrieben. Emuna steht über dem Verstand und dem Gefühl und ist ein jüdisches Erbe von den Vorvätern und -müttern her.[12]
- Apikorus ist ein jüdischer Begriff aus der Mischna. Er beschreibt eine Person, die nicht an Gott glaubt und die keinen Anteil an Olam Haba, an der zukünftigen Welt, dem Jenseits, hat:

„Ganz Jisrael hat einen Anteil an der zukünftigen Welt, denn es heißt: dein Volk besteht aus lauter Gerechten; für immer werden sie das Land in Besitz nehmen; es ist der Sproß meiner Pflanzung, das Werk meiner Hände zur Verherrlichung. (Jes 60:21) Folgende haben keinen Anteil an der zukünftigen Welt: wer sagt, die Auferstehung der Toten befinde sich nicht in der Tora, [wer sagt], die Tora sei nicht vom Himmel, und der אפיקורוס [Epikoros].“

Jüdischer Glaube bezieht sich auf die ganze jüdische religiöse Tradition. „Nicht Glauben hat der Ewige von Abraham gefordert.“ (Michael Holzman, in:, S. 157) Statt eines inhaltlich festgelegten religiösen Glaubens steht nach alter – schon weit vorchristlicher – Tradition Gerechtigkeit auf der Grundlage der universellen Nächstenliebe und Gleichheit aller Menschen im Mittelpunkt, was auch im liberalen Judentum bewahrt bleibt: „Das Judentum ist nicht nur ethisch, sondern die Ethik macht sein Prinzip, sein Wesen aus.“
Der jüdische Gelehrte Franz Rosenzweig drückte es sehr einfach aus:

„Er (der als Jude gezeugte) glaubt nicht an etwas, er ist selber Glauben.“

In dieser Form ist der jüdische „Glaube“ ausgedrückt in: Gerechtigkeit und Liebe (Gottesliebe, Nächstenliebe, Feindesliebe), Tat und Erinnerung, in Freiheit zum Schutz des Lebens.
Das gegenwärtige Judentum, das diese Traditionen des ethischen Monotheismus bewahrt und anpasst, wird das rabbinische Judentum genannt. Dieses umfasst die Traditionen in der Neuzeit und im Mittelalter und umfasst die Vielfalt seiner Strömungen. Immer wieder wird in diesem Zusammenhang von jüdischen Glaubensprinzipien gesprochen, jedoch existiert im Judentum kein allgemeingültiger, zwingend geforderter Glaube, kein Credo.
Das rabbinische Judentum hat den antiken Macht- und Hoheitszentralismus der Tempelpriesterschaft viel radikaler abgelegt als das in den christlichen Gemeinden und Kirchen der Fall ist, die „bei sich einen besonderen Priesterstand schufen, an die biblischen Vorschriften über die jüdischen Priester anknüpften“, wie sich auch in den verschiedenen christlichen Dogmatiken zeigt. Rabbiner sind keine Priester und jüdische Traditionen verwalten sich hauptsächlich in demokratischen lokalen Gemeinden. Im Gegensatz zum Christentum oder Islam kann im Judentum jeder persönliche Glaube an den ein-einzigen Gott, das ewige Wesen akzeptiert werden. In der Gegenwart werden gleichwohl verschiedene religiöse Strömungen des Judentums praktiziert, welche die Bedeutung von Überlieferungen unterschiedlich gewichten.

## Christentum

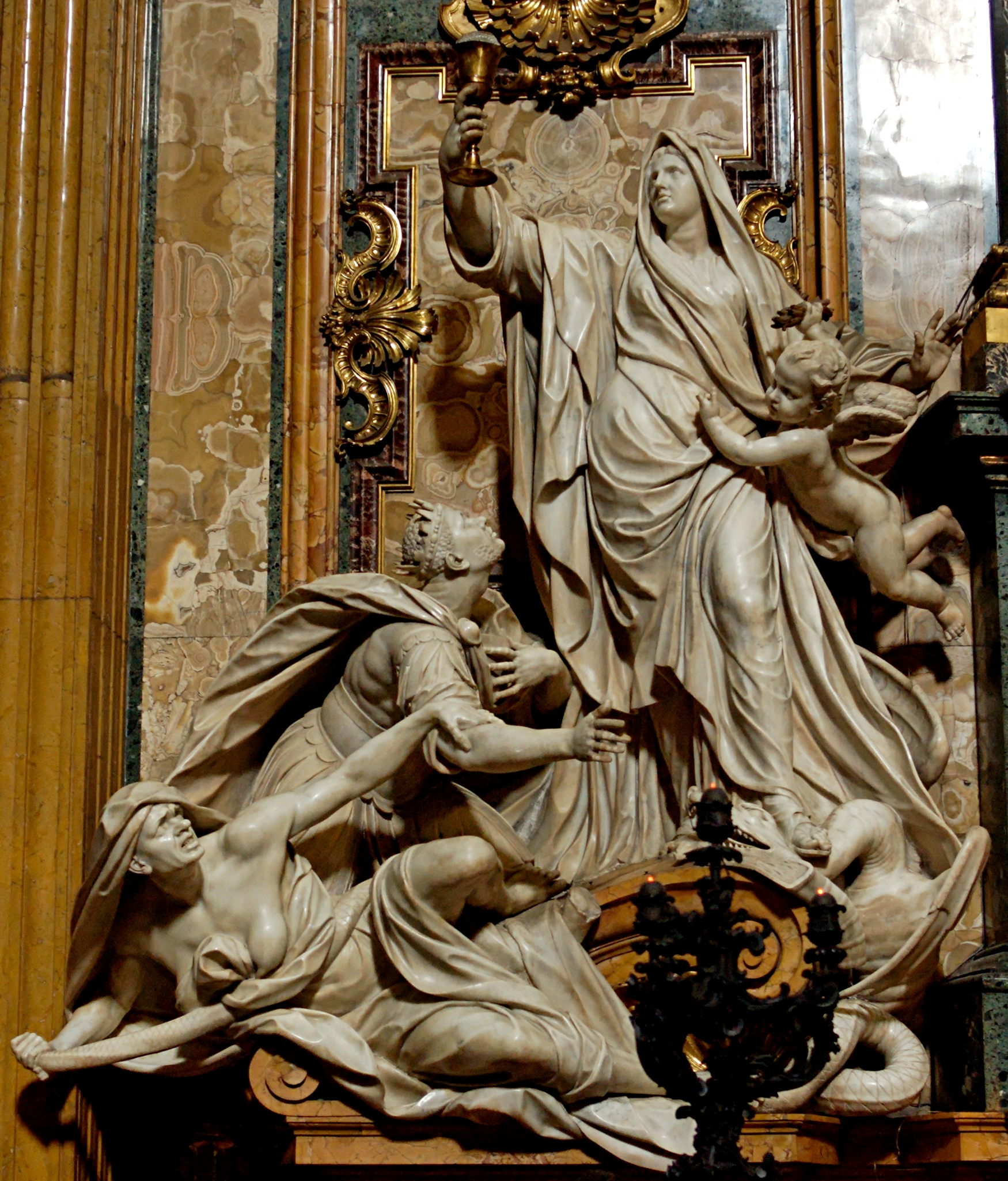
Christliche Darstellung: Triumph des Glaubens über den Götzendienst. Jean-Baptiste Théodon (1645–1713), Il Gesù, Rom.

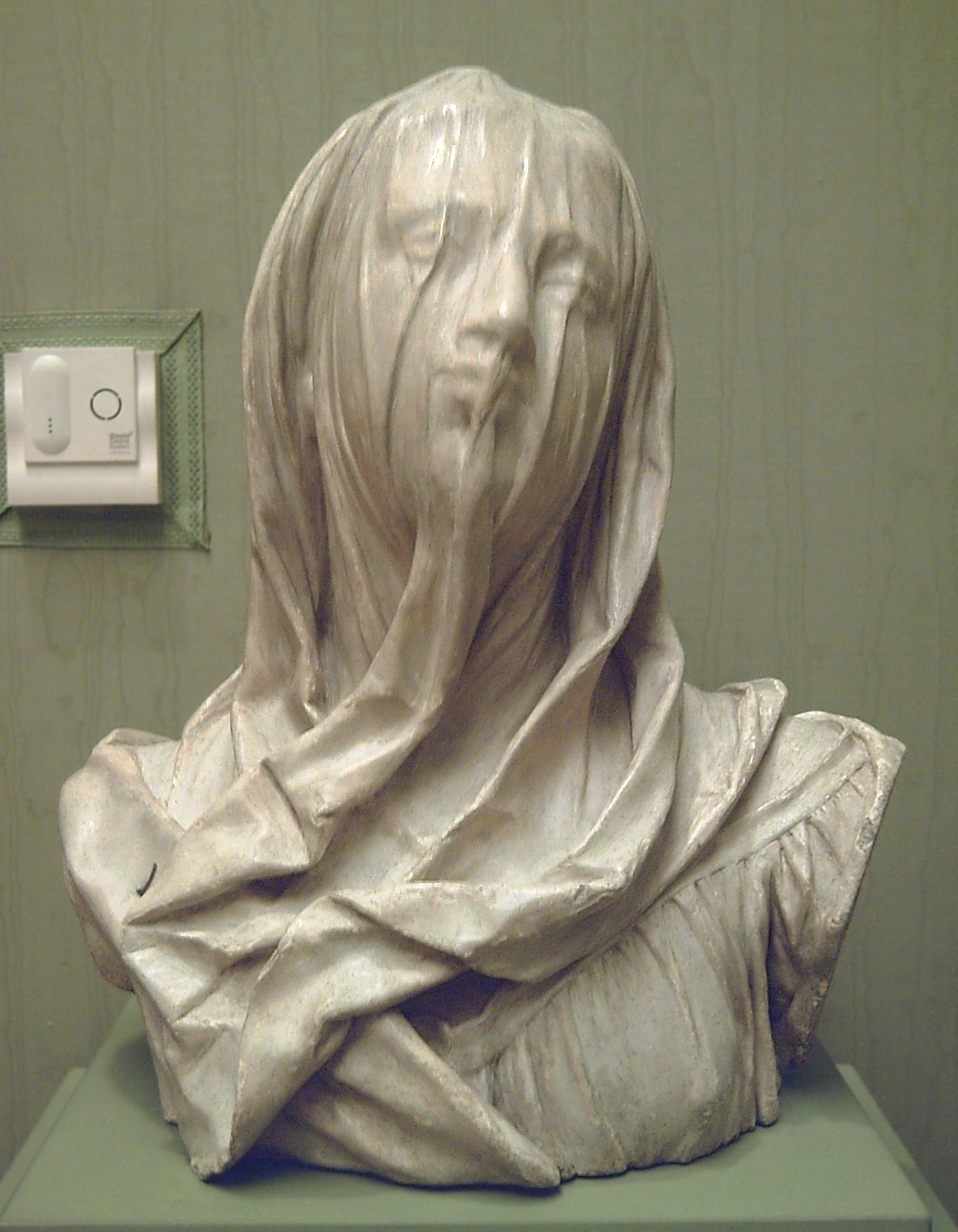
Der Glaube (1752–1753), Allegorie von L. S. Carmona

Während der ähnliche Begriff „Religiosität“ die Ehrfurcht vor der Ordnung und Vielfalt in der Welt und die allgemeine Empfindung einer transzendenten (nicht erklär- oder beweisbaren) Wirklichkeit bezeichnet, beinhaltet „Glaube“ im Christentum das Überzeugtsein von einem konkreten Dogma.
Christliche Glaubensbekenntnisse gibt es seit dem Entstehen der Kirche. Ein Glaubensbekenntnis, auch als Credo oder Symbolum (latinisiert von griech. Symbolon) bezeichnet, ist eine kurzgefasste, feststehende Zusammenfassung der Glaubensinhalte des Christentums; es wurde in der Regel auf einem kirchlichen Konzil beraten und beschlossen. Das christliche Glaubensbekenntnis gewann in zugespitzten historischen, politischen Verhältnissen etc. nicht selten die Bedeutung eines ‚Glaubenszeugnisses‘, (Martyrium).
Das Christentum geht davon aus, dass der Mensch ursprünglich für das Paradies und die Gottesgemeinschaft erschaffen wurde, dass der Tod infolge des Sündenfalls von Adam und Eva über die Menschheit und die ganze Welt hereingebrochen sei. Dieser Sündenfall habe anschließend zur Verbannung aus dem Paradies und zur räumlichen Trennung von Gott zu Lebzeiten geführt.
Die Christen glauben außerdem, dass Jesus Christus, der Sohn Gottes durch den Kreuzestod die Strafe für alle Sünder auf sich genommen und damit die Menschheit von dem Sündenfall erlöst hat. Die Gemeinschaft mit Gott sei somit wieder möglich und gehe über den Tod hinaus. Wer in seinem Leben an Jesus Christus glaubt, werde in die neue Welt Gottes (Himmel, Ewigkeit, Herrlichkeit, Licht) aufgenommen.
Am Tage des Jüngsten Gerichts werde der Mensch wieder von Gott zum Leben erweckt (Auferstehung) und die Menschen werden nach ihren Taten belohnt oder bestraft. Die Seligen, die Gerechten, die Barmherzigen und Gnädigen gehen in das ewige Leben im Himmelreich ein.
Die Feigen aber und Ungläubigen und Frevler und Mörder und Unzüchtigen und Zauberer und Götzendiener und alle Lügner, deren Teil wird in dem Pfuhl sein, der mit Feuer und Schwefel brennt; das ist der Zweite Tod. (Offenbarung des Johannes 21,8).
Die vom christlichen Glauben geprägte Lebensführung wird als Frömmigkeit bezeichnet. Christlicher Glaube ist Hinwendung zum christlichen Gott und richtig verstandene Abwendung von sich selbst. Er gilt darum als unvereinbar mit Selbstruhm und dem Vertrauen auf eigenes Tun (Röm 3,20–28 ). In dieser antwortenden Hinwendung des christlichen Gläubigen liegt zugleich ein aktives, nach außen und anderen Menschen zustrebendes Moment. Der christliche Glaube kann und will zur tätigen Liebe (Gal 5,6 ) bewegen, und zwar gegenüber den Nächsten wie gegenüber sich selbst. Der Glaubensbegriff wandelt sich in seiner Bedeutung innerhalb der christlichen Bibel. Eine mögliche Definition nimmt der neutestamentliche Autor des Hebräerbriefs vor:

„Glaube aber ist: Feststehen in dem, was man erhofft, Überzeugtsein von Dingen, die man nicht sieht“

Für gläubige Christen gilt christlicher Glaube als keine antike oder mittelalterliche Vorstufe vom Wissen, sondern etwas vom Wesen her anderes. Damit ist auch kein bloßes Für-wahr-Halten, auch keine Vermutungsäußerung gemeint. Dann hieße es so viel wie: ‚Ich traue dir, ich vertraue dir, ich kann auf dich bauen. Ich habe eine Gewissheit, die weniger aus Berechnungen und Experimenten kommt.‘ Theologisch unterscheidet man den Glaubensakt, lateinisch fides qua creditur ‚der Glaube, mit dem geglaubt wird‘, einerseits, den Glaubensinhalt, lateinisch fides quae creditur ‚der Glaube, der geglaubt wird‘, andererseits.
Der Glaubensinhalt wird in den christlichen Glaubensbekenntnissen zum Ausdruck gebracht und in der Dogmatik systematisch dargelegt und theologisch untersucht. Zentral geht es beim christlichen Glauben um eine Bejahung Gottes und seiner Autorität: „Es gehört gerade zur Wahrheit des Glaubens, Gott aufgrund seiner Selbstmitteilung so zu denken, wie er ist.“ Gemeinsam ist quasi allen christlichen Strömungen der Glaube, dass alles Seiende durch Gott geschaffen wurde und im Dasein gehalten wird. Im Mittelpunkt dieser Schöpfung steht der Mensch, der aber nicht aus eigener Kraft zum Guten fähig ist (Erbsünde) und der Liebe sowie Gnade Jesu Christi bedarf, um gerettet zu werden und ewiges Leben zu erlangen. Jesus Christus ist nach der christlichen Glaubenslehre der Mensch gewordene Sohn Gottes. Die drei Personen der christlichen Gottheit, Gott der Sohn, Gott der Vater und Gott der Heilige Geist, sind dreieinig. Grundlage des Glaubens ist die Heilige Schrift der Bibel, die als von Gott inspiriert angesehen wird. Biblische Texte sind interpretationsbedürftig. Zwischen vielen Stellen, die mehr implizit zur Deutung des Glaubensbegriffs verwendbar sind, wird folgende besonders explizite Formulierung häufig diskutiert: „Es ist aber der Glaube das feste Vertrauen auf das Erhoffte, ein Überzeugtsein von dem, was man nicht sieht.“ (Hebr 11,1) Das hier mit „Überzeugtsein“ wiedergegebene griechische ἔλεγχος élegchos (elenchos) bedeutet auch so viel wie Gegenbeweis, Widerlegung oder „Überführtsein“. In diesem Sinne wird hier wohl gesprochen von einem Überführtwerden wider äußeren Anscheins.

### Glaube in der Bibel

#### Altes Testament
Das Christentum verehrt vor allem Abraham für seinen unerschütterlichen Glauben an Gott (Gal 3,6 ). Christen verstehen Abraham so, dass er damals den im ganzen Vorderen Orient bekannten Gott El verehrte, der als der Schöpfer des Alls, als der höchste Gott über allen Göttern galt und unter mancherlei Zunamen: als Höchster, als der Ewige, als der Mächtige, als der Allsehende an den verschiedensten Orten angebetet wurde. Er verehrte ihn auch als seinen Familiengott, als seinen persönlichen Gott, der so für seine Nachfahren zum Gott Abrahams und zum Gott Israels wurde und auch im Christentum eine neue Bedeutung gewann.
Laut Auslegung des Alten Testaments, ist von einem Glauben an das Jenseits bei Abraham jedoch noch nicht die Rede. Ebenfalls ist nicht anzunehmen, dass Abraham die Existenz anderer Götter bestritt. Von diesem Gott El wusste er sich ganz persönlich angerufen. Sein Glaube sah dahingehend aus, dass er mit einer Verheißung beschenkt wurde. El stellte ihm Nachkommenschaft und Land in Aussicht.

„Der Herr sprach zu Abram: Zieh weg aus deinem Land, von deiner Verwandtschaft und aus deinem Vaterhaus in das Land, das ich dir zeigen werde. Ich werde dich zu einem großen Volk machen, dich segnen und deinen Namen groß machen. Ein Segen sollst du sein. Ich will segnen, die dich segnen; wer dich verwünscht, den will ich verfluchen. Durch dich sollen alle Geschlechter der Erde Segen erlangen. Da zog Abram weg, wie der Herr ihm gesagt hatte, und mit ihm ging auch Lot. Abram war fünfundsiebzig Jahre alt, als er aus Haran fortzog.“

Ein Erklärungsansatz sieht so aus, dass der Halbnomade Abraham, nur „die Himmel“, als eine symbolische Entsprechung seines Gottes, der sich allenthalben über ihm wölbt, als seine ständige Begleitung ansah. Er vertraute sich nicht den Göttern irgendeines Landes an, sondern nur dem Gott, dem alle Lande gehören; nicht einem Ortsgott, sondern seinem Gott, der mit ihm geht und ihn persönlich kennt, ihm nahe ist von Ort zu Ort. Abraham wurde um der Zukunft willen, die ihm der Glaube verhieß, zum Heimatlosen, und fand seine Heimat gerade in der Treue zu seinem Gott.

#### Neues Testament

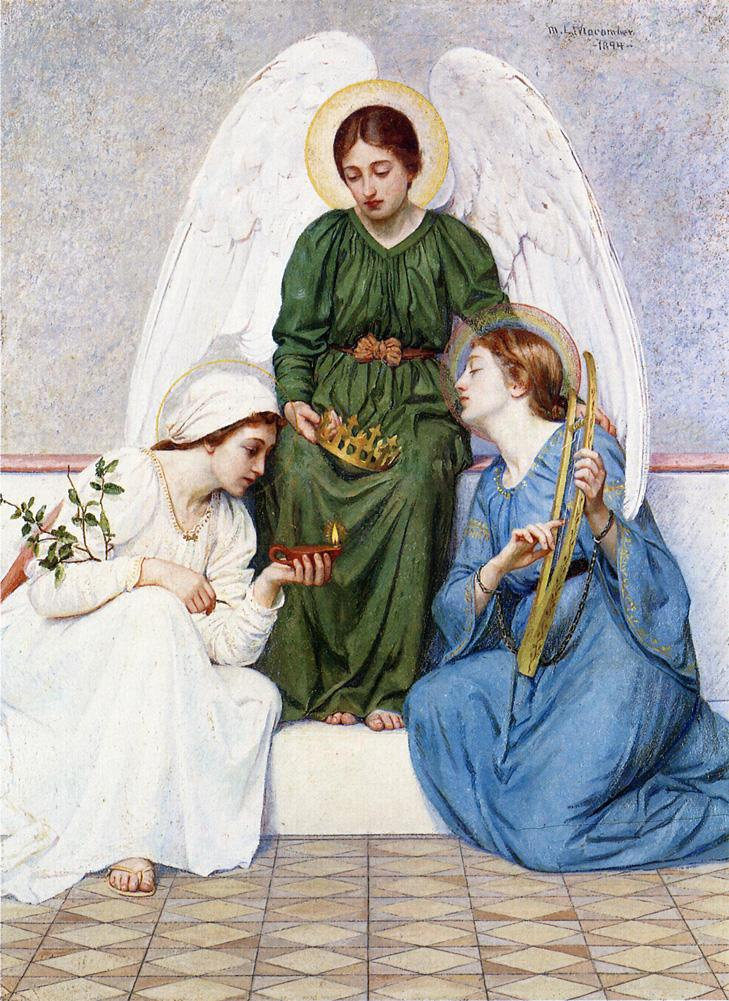
Der Glaube, umgeben von Liebe und Hoffnung (Allegorie des Glaubensbegriffs), Gemälde von Mary Lizzie Macomber aus dem Jahr 1894

Biblische Autoren kennen keine besondere intellektuelle Befähigung als Voraussetzung, um zum christlichen Glauben zu kommen und diesen zu entwickeln. Texte wie Apg 17  oder Röm 1,16ff.  betonen, dass der Glaube jedem offenstehe und die Gottesexistenz durch die Schöpfung bezeugt wird.
- Schreiber des Neuen Testaments (etwa Hebr 10,38f EU) betonen des Öfteren, dass Gott die Rechtfertigung durch den Glauben bewirkt, dass Christus die Erlösung vollbracht hat und damit die Gerechtsprechung durch Gott gegeben sei (und der Erlangung von Verheißungen wie ewigen Lebens). Da Christus das Gesetz bis zum Tode erfüllt hat, ist der Glaube an sein Werk bedeutend und nicht die eigene Erfüllung des Gesetzes. Denn kein Mensch ist aufgrund der Sünde fähig, die Gesetze Gottes vollständig und dauernd zu halten.

- Der Glaube ist eine feste Zuversicht und ein Nichtzweifeln an dem, was man nicht sieht. Die fünf natürlichen Sinne des menschlichen Körpers (Sehen, Hören, Riechen, Schmecken, Fühlen) sind für die Wahrnehmung der Umgebung geschaffen, während der Glaube nicht daran zweifelt, was man nicht sieht.

„Es ist aber der Glaube eine feste Zuversicht auf das, was man hofft, und ein Nichtzweifeln an dem, was man nicht sieht.“

- Der Glaube ist eine Kenntnisnahme, ein Notiznehmen der biblischen Offenbarung. Deshalb ist das Studium der Bibel eine gute Grundlage. Aus dem Erkennen der Glaubensinhalte soll ein Anerkennen folgen. Deshalb ist ein persönlicher Willensentschluss zur Anteilhabe erforderlich. Daraus folgt ein persönliches Vertrauen. Letztendlich ist biblischer Glaube immer auch auf göttliche Offenbarung gegründet und damit ein Werk Gottes im Menschen (Matthäus 16,17 EU).

- Vorbilder im Glauben werden in Hebräer 11 EU genannt.

Nach Paulus von Tarsus ist Glaube (neben der Hoffnung und der Liebe) eine der drei christlichen Tugenden.

### Glaube und Evangelische Konfession
|  | Dieser Artikel wurde aufgrund von akuten inhaltlichen oder formalen Mängeln auf der Qualitätssicherungsseite des Portals Christentum eingetragen. Bitte hilf mit, die Mängel dieses Artikels zu beseitigen, und beteilige dich bitte an der Diskussion. |

Besonders in der christlich-protestantischen Theologie wird nach Karl Barth oft Glaube gegen Religion abgegrenzt. Barth sah Religion als eigenmächtigen Weg des Menschen zu Gott an und betonte, eine Erkenntnis des Willens Gottes gebe es nur im Glauben an Jesus Christus. Das Hören auf das Evangelium sprenge alle menschlichen Begriffe von Gott, alle ethischen Irrwege.
Dietrich Bonhoeffer übernahm diese Unterscheidung und radikalisierte sie in seiner Frage nach einem Christentum ohne Religion. Angesichts der grundsätzlich positiv gesehenen „mündig gewordenen Welt“, des Verlusts des „religiösen Apriori“, von Innerlichkeit, Gewissen und klassischer Metaphysik habe Barth

„in der nichtreligiösen Interpretation theologischer Begriffe keine konkrete Wegweisung gegeben, weder in der Dogmatik noch in der Ethik. Hier liegt seine Grenze und darum wird seine Offenbarungstheologie positivistisch, ‚Offenbarungspositivismus‘, wie ich mich ausdrückte.“

Bonhoeffers Ziel war es dagegen, den Kern der Glaubenshaltungen im Rahmen der kirchlichen Tradition herauszustellen, den er nicht in Aussagen über einen Jenseitsgott sieht, sondern in Praxis und deren Begründung in Ethik, alt- und neutestamentlicher Geschichte und Mythologie sowie mystischer Erfahrung (als ästhetisches Bewusstwerden von Grundeinstellungen, nicht übersinnliche Erfahrung).
Gerhard Ebeling betonte wie Barth die kritische Kraft des Glaubens gegen religiöse Festlegungen und Sicherheiten, sah aber Religion als Lebensbedingung des Glaubens an. In der Zeit nach der Machtergreifung Lenins in Russland 1917 empfanden prominente Christen (wie Nikolai Berdjajew, Fedor Stepun, Alexander Solschenizyn, Konrad Adenauer, Heinrich Krone, Robert Schuman, Hans Lukaschek, Gerhard Möbus und Helmut Serrand) den christlichen Glauben als „Bollwerk gegen den Kommunismus und Nationalsozialismus“ an.

## Islam

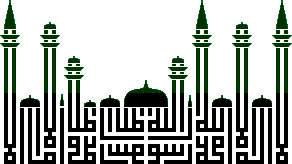
Eine Kalligrafie des Glaubensbekenntnisses (šahāda)

Der Islam ist eine monotheistische Religion, die im frühen 7. Jahrhundert n. Chr. gegründet wurde und mit über 2 Milliarden die Weltreligion mit der zweitgrößten Mitgliederzahl.
Bereits im Koran wird eine wichtige Unterscheidung getroffen, nämlich zwischen der Annahme des Islams (islām) und der Annahme des Glaubens (īmān). So werden im Koran z. B. die arabischen Beduinen aufgefordert, nicht zu sagen, „Wir haben den Glauben angenommen“, sondern „Wir haben den Islam angenommen“, weil der Glaube noch nicht in ihre Herzen eingegangen sei. An derartige Aussagen knüpft sich die Vorstellung, dass derjenige, der den Islam angenommen hat, also ein Muslim ist, nicht unbedingt ein „Gläubiger“ (mu'min) sein muss.
Was genau zum islamischen Glauben gehört, ist zwischen den verschiedenen theologischen Schulen des Islams umstritten. Nach dem Gabriel-Hadith in der auf ʿUmar ibn al-Chattāb zurückgeführten Version umfasst der Glaube insgesamt sechs Punkte, nämlich den Glauben an 1. Gott, 2. seine Engel, 3. seine Bücher, 4. seine Gesandten, 5. den Jüngsten Tag und 6. die Vorherbestimmung, und zwar sowohl die gute als auch die schlechte.
Mit Ausnahme der Vorherbestimmung werden alle diese Punkte auch in dem Koranwort in Sure 4:136 erwähnt:

„Ihr Gläubigen! Glaubt an Gott und seinen Gesandten und an die Schrift, die er auf seinen Gesandten herabgeschickt hat, und an die Schrift, die er schon (früher) herabgeschickt hat! Wer an Gott, seine Engel, seine Schriften, seine Gesandten und den jüngsten Tag nicht glaubt, ist (damit vom rechten Weg) weit abgeirrt.“

In einer Parallelversion des Gabriel-Hadith, die auf Abū Huraira zurückgeführt wird, besteht der Glaube nur aus fünf Punkten, nämlich dem Glauben 1. an Gott, 2. an seine Engel, 3. an die Begegnung mit Gott, 4. an seine Gesandten und 5. an die Auferstehung.
Genauere Beschreibungen der Glaubenslehren der unterschiedlichen islamischen Richtungen sind in verschiedenen Glaubensbekenntnissen festgehalten, die die wichtigsten Glaubensartikel in Form von Listen katechismusartig zusammenfassen.

šahāda Kalligrafie

Die erste Säule des islamischen Glaubensbekenntnisses, die Schahāda (arabisch الشهادة aš-šahāda), lautet wie folgt:

«أشهد أن لا إله إلا الله وأشهد أنّ محمدا رسول الله»

„ašhadu an lā ilāha illā 'llāh, wa-ašhadu anna muḥammadan rasūlu 'llāh“

„Ich bezeuge, dass es keine Gottheit außer Gott gibt und dass Mohammed der Gesandte Gottes ist.“

Mit dieser aus zwei Teilen bestehenden Glaubens-Formel bekennt sich der Muslim eindeutig zum Monotheismus, zu Mohammeds prophetischer Sendung und zu dessen Offenbarung, dem Koran, und somit zum Islam selbst.

## Sikhismus

Das Ik Onkar, das den zentralen Glauben die Einheit Gottes darstellt, ist ein Symbol des Sikhismus. Es entstammt der Gurmukhi-Schrift.

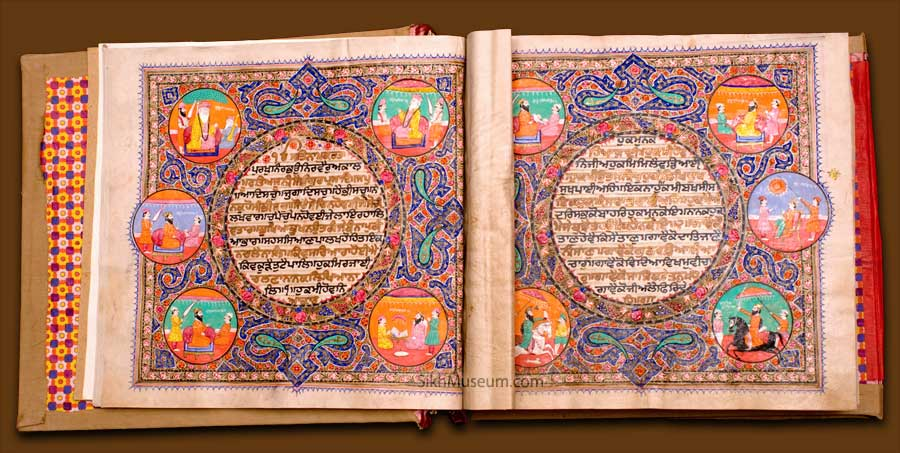
Gurū Granth Sāhib – die wichtigste Schrift des Sikhismus

Der Sikhismus ist eine im 15. Jahrhundert n. Chr. in Indien entstandene monotheistische Religion mit rund 25 bis 27 Millionen Sikhs (wörtlich Schüler), von denen die Mehrheit in Indien lebt.
Der Glaube der Sikh betont die Einheit der Schöpfung und einen gestaltlosen Schöpfergott – der weder Mann noch Frau ist – sowie das Gottvertrauen. Das zentrale Ziel ist es religiöse Weisheit für den Alltag nutzbar zu machen und nicht die Einhaltung religiöser Dogmen.
Das Glaubensbekenntnis ist im heiligen Buch Guru Granth Sahib festgehalten. Das Praktizieren der drei Grundprinzipien, Rezitation/Chanten und Meditation (Naam Japo / Naam Simran), die harte und aufrichtige Arbeit (Kirat Karo) und das Teilen mit den weniger Begünstigten der Gesellschaft (Wand Chakko), stehen im Mittelpunkt.
Der Guru Granth Sahib beginnt mit dem „Wurzel-Mantra“ (Mul Mantar), dem Glaubensbekenntnis:
| ੴ                      | Ein Gott!                                                             |
| ਸਤਿ ਨਾਮੁ                  | Sein Name ist die Wahrheit (Er ist wahr)                              |
| ਕਰਤਾ ਪੁਰਖੁ                | Er ist der Schöpfer                                                   |
| ਨਿਰਭਉ                   | Ohne Furcht                                                           |
| ਨਿਰਵੈਰੁ                   | Ohne Hass                                                             |
| ਅਕਾਲ ਮੂਰਤਿ                | Er ist unsterblich                                                    |
| ਅਜੂਨੀ ਸੈਭੰ                 | Ohne Geburt und Tod                                                   |
| ਗੁਰ ਪ੍ਰਸਾਦਿ ॥              | Offenbart durch den wahren Guru                                       |
| ॥ ਜਪੁ ॥                 | Singen und Meditieren, Beten                                          |
| ਆਦਿ ਸਚੁ ਜੁਗਾਦਿ ਸਚੁ ॥         | Wahr im Beginn. Wahr durch alle Zeiten.                               |
| ਹੈ ਭੀ ਸਚੁ ਨਾਨਕ ਹੋਸੀ ਭੀ ਸਚੁ ॥੧॥ | Wahr hier und jetzt. Guru Nanak sagt, er wird für immer wahr bleiben. |

## Baháʼí

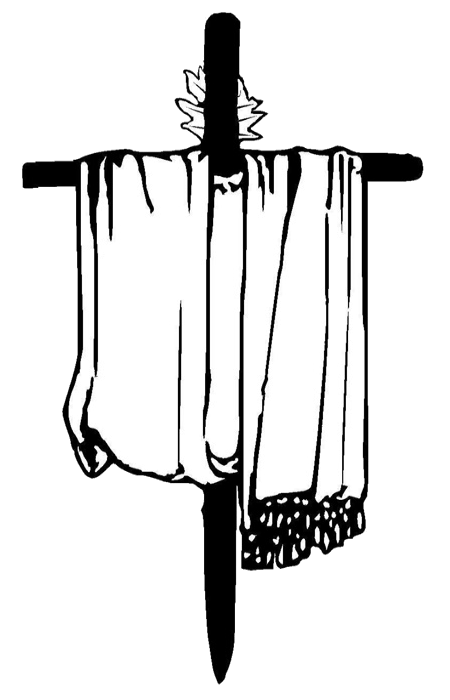
Symbol des mandäischen Glaubens ist das Darfash, ein Kreuz mit weißer Taufrobe und Myrtenzweig

Das Bahaitum ist eine weltweit verbreitete und universale Religion, die Mitte des 19. Jahrhunderts gegründet wurde. Im Bahaitum bedeutet Glaube erstens bewusstes Wissen und zweitens die Ausübung guter Taten, letztlich die Akzeptanz der göttlichen Autorität der Manifestationen Gottes. Nach Ansicht der Religion sind sowohl Glaube als auch Wissen für spirituelles Wachstum erforderlich. Glaube beinhaltet mehr als äußerlichen Gehorsam gegenüber dieser Autorität, sondern muss auch auf einem tiefen persönlichen Verständnis der religiösen Lehre beruhen. Der Glaube der Baháʼí basiert auf dem Prinzip, dass das Leben des Menschen von zwei Zielen geprägt ist, die wechselseitig aufeinander wirken: die eigene geistige und intellektuelle Entwicklung zu fördern und zum konstruktiven Wandel der Gesellschaft beizutragen.

## Mandäer
Die Mandäer sind Angehörige einer monotheistischen Religionsgemeinschaft. Der Mandaismus weist als eine vorchristliche Religion Gemeinsamkeiten mit dem Zoroastrismus und dem Judentum auf. Der Glaube ist von einem stark dualistisch gefärbten Monotheismus, von strengen Reinheitsvorschriften, einer komplexen Mythologie und der Ablehnung von Askese geprägt. Der synkretistische Glaube der Mandäer enthält jüdische, christliche und gnostische Elemente.

## Buddhismus

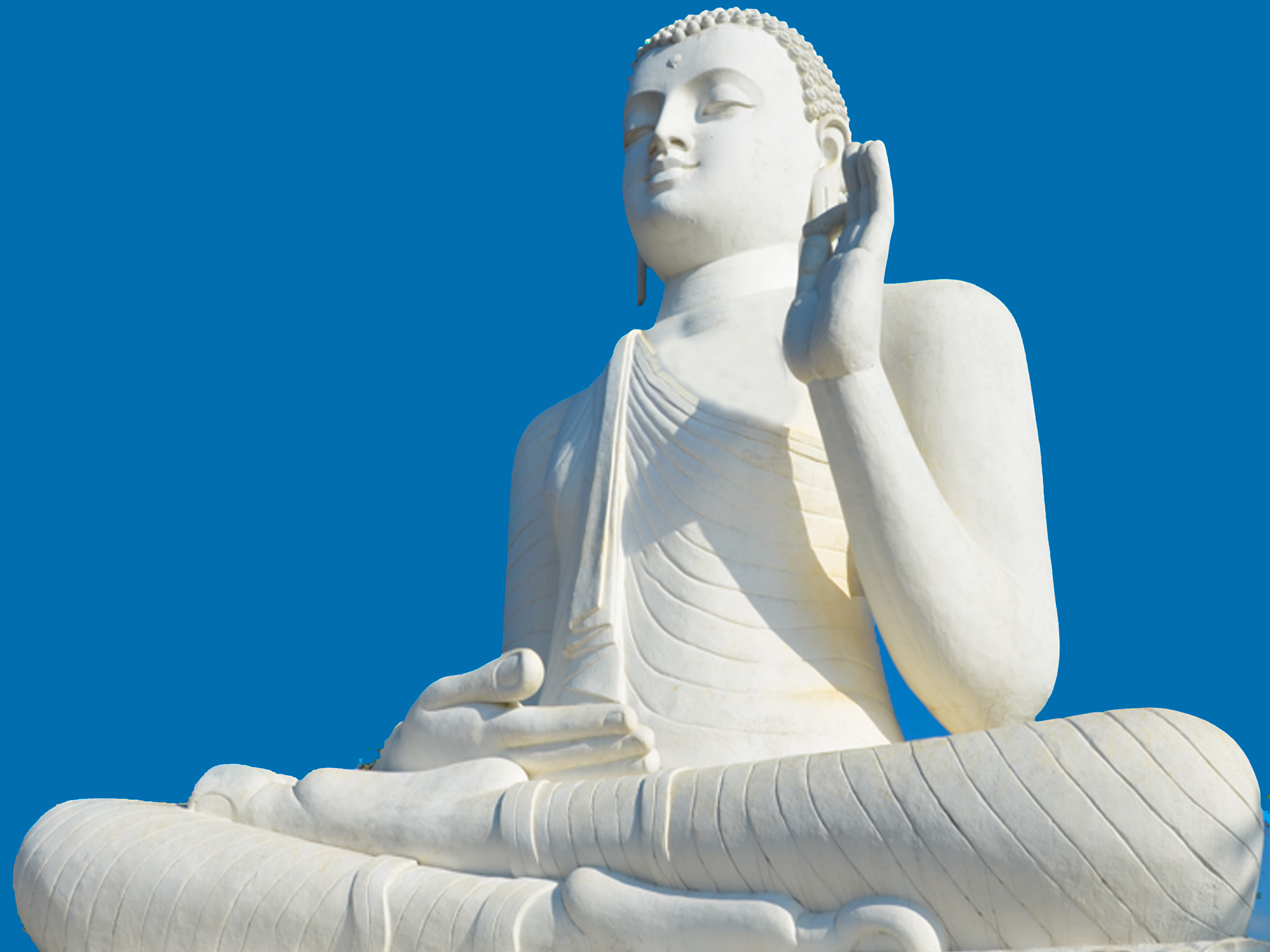
Der Buddha sagte in mehreren Reden, einschließlich der Vimaṁsaka Sutra, dass seine Schüler selbst ihn überprüfen sollen, ob er wirklich erleuchtet und rein in seinem Verhalten ist, indem sie ihn lange beobachten.

Der Glaube im Buddhismus (Pali: saddhā, Sanskrit: śraddhā) bezieht sich auf ein gelassenes Vertrauen in die Praxis der Lehre des Buddha und auf das Vertrauen in erleuchtete oder hochentwickelte Wesen wie Buddhas oder Bodhisattvas (diejenigen, die danach streben, ein Buddha zu werden). Shraddha bedeutet im Buddhismus, die Lehren des Buddha als wahr anzuerkennen, noch ehe ihr Wahrheitsgehalt durch die eigenen Erfahrungen bestätigt werden kann. Dieses Konzept des Glaubens ist ein wichtiger Bestandteil sämtlicher buddhistischer Traditionen, auch wenn dieser Glaube in einzelnen Schulen dann unterschiedlich ausgeprägt sein kann. Vertrauen und Weisheit sind gleichermaßen wichtig auf dem Weg zur Befreiung. Der buddhistische Glaube grenzt sich somit vom „blinden Glauben“ ab. In erster Linie bezieht sich das Vertrauen auf die dreifache Zuflucht (Buddha, Dharma und Sangha).
Buddhisten erkennen in der Regel mehrere Glaubensinhalte an, viele sind aber gleichzeitig einem bestimmten Glaubensinhalt, etwa einem bestimmten Buddha, besonders zugetan.
Im frühen Buddhismus konzentrierte sich der Glaube auf die dreifachen Kostbarkeiten, d. h. auf Gautama Buddha, seine Lehre (den Dharma) und die Gemeinschaft der spirituell entwickelten Anhänger oder die klösterliche Gemeinschaft, die nach Erleuchtung strebt (die Sangha). Ein treuer Anhänger wurde Upāsaka oder Upāsika (Laienanhänger) genannt, wofür keine formale Erklärung erforderlich war. Im frühen Buddhismus wurde die persönliche Verifizierung bei der Erlangung der Wahrheit am höchsten bewertet, und heilige Schriften, Vernunft oder der Glaube an einen Lehrer wurden als weniger wertvolle Quellen der Autorität angesehen. So wichtig der Glaube auch war, so war er doch nur ein erster Schritt auf dem Weg zu Weisheit und Erleuchtung und wurde auf der letzten Stufe dieses Weges obsolet oder neu definiert.
Der Glaube an den Buddhismus bedeutet zwar nicht „blindes Vertrauen“, aber die buddhistische Praxis erfordert dennoch ein gewisses Maß an Vertrauen, vor allem in die spirituelle Verwirklichung des Gautama Buddha. Der Glaube im Buddhismus basiert auf dem Verständnis, dass der Buddha ein erwachtes Wesen ist, auf seiner überragenden Rolle als Lehrer, auf der Wahrheit seines Dharma (spirituelle Lehren) und auf seiner Sangha (Gemeinschaft von spirituell entwickelten Anhängern). Der Glaube im Buddhismus lässt sich als Glaube an die Drei Kostbarkeiten zusammenfassen: Buddha, Dharma und Sangha. Er soll zum Ziel der Erleuchtung (bodhi) und des Nirwana führen. Freiwillig bedeutet Glaube einen entschlossenen und mutigen Akt des Willens. Er verbindet den festen Entschluss, etwas zu tun, mit dem Selbstvertrauen, dass man es tun kann.

## Glaubensunterschiede und Philosophie

### Religionsphilosophie
Der Philosophieprofessor Peter Boghossian argumentiert, dass Vernunft und Beweise der einzige Weg sind, um festzustellen, welche „Behauptungen über die Welt wahrscheinlich wahr sind“. Verschiedene religiöse Traditionen stellen unterschiedliche religiöse Behauptungen auf, und Boghossian behauptet, dass der Glaube allein Konflikte zwischen diesen Behauptungen ohne Beweise nicht lösen kann. Als Beispiel nennt er den Glauben der Muslime, dass Mohammed (der im Jahr 632 starb) der letzte Prophet war, und den widersprüchlichen Glauben der Mormonen (Heilige der Letzten Tage), dass Joseph Smith (1805–1844) ein Prophet war. Boghossian behauptet, dass der Glaube keinen „eingebauten Korrekturmechanismus“ hat. Als Beispiel für Tatsachenbehauptungen führt er den Glauben an, dass die Erde 4.000 Jahre alt ist. Da es nur den Glauben und keine Vernunft oder Beweise gibt, gibt es seiner Meinung nach keine Möglichkeit, diese Behauptung zu korrigieren, wenn sie unzutreffend ist. Boghossian plädiert dafür, den Glauben entweder als „Glauben ohne Beweise“ oder als „Vorgeben, Dinge zu wissen, die man nicht weiß“ zu betrachten.
Fideismus (vom lateinischen „Glaube“) ist eine religionsphilosophische Erkenntnislehre, wonach sich Glaube und Vernunft prinzipiell ausschließen und dennoch – wider die Vernunft – am religiösen Glauben festzuhalten sei. Dem Glauben wird also ein absoluter Vorrang vor der Vernunft beigemessen. Der Fideismus wurde von der katholischen Kirche offiziell verworfen, spielt aber in der evangelischen Tradition eine wichtige Rolle. Als Gegenbegriff zum Fideismus kann der Rationalismus betrachtet werden, wonach alle (auch religiöse) Erkenntnis für die menschliche Vernunft zugänglich ist.
Wichtige Vertreter einer fideistischen Religionsphilosophie sind unter anderem der antike christliche Schriftsteller Tertullian (* nach 150 – nach 220) (entsprechend dem ihm zugeschriebenen geflügelten Wort Credo, quia absurdum est) und in der evangelischen Tradition Martin Luther (Vernunft als Hure), Sören Kierkegaard (der absurde Sprung in den Glauben, Glaube als existentielles Wagnis) und der Schweizer evangelisch-reformierter Theologe Karl Barth (1886–1968). Auch Wittgenstein, einer der bedeutendsten Philosophen des 20. Jahrhunderts, wird des Öfteren als Fideist verstanden.
Die philosophische Apologetik gründet sich stark auf Vernunft und insbesondere der Logik. In dieser Form der Apologetik wird nicht primär das Christentum verteidigt, sondern ein logischer, vernunftgemäßer Glaube dargestellt und abgesichert bzw. für die Vernünftigkeit des Monotheismus argumentiert. Vertreter sind insbesondere Augustinus von Hippo, Thomas von Aquin, Norman Geisler, C.S. Lewis, Wolfhart Pannenberg, William Lane Craig und Ravi Zacharias.
Die pascalsche Wette (oder Pascal’sche Wette) ist Blaise Pascals (1623–1662) berühmtes Argument für den Glauben an Gott. Pascal argumentiert, es sei stets eine bessere „Wette“, an Gott zu glauben, weil der Erwartungswert des Gewinns, der durch Glauben an einen Gott erreicht werden könne, stets größer sei als der Erwartungswert im Fall des Unglaubens.

### Unterschiede zwischen Christentum und Judentum
Obgleich das Christentum einst aus dem Judentum hervorging und die jüdische Bibel in seine heiligen Schriften integrierte, bleibt der christliche Glaube vom Judentum unterscheidbar.
Yecheskel Kaufmann von der Hebräischen Universität in Jerusalem fasste dies so zusammen:

„Der monotheistische Glaube wurde nicht nur in Israel geboren, vielmehr diente ihm die Kultur des israelitischen Volkes seit Urzeiten als Gewand und Konkretisierung. […] Es war Mose […] er verwurzelte in ihnen den neuen Glauben.“

- In der kirchlichen Glaubenslehre verliert die Ethik „(…) den zentralen Platz, den sie im Judentum gehabt hatte (…) die völlige Gefangenschaft des Menschen, die Ursünde, die ihn umfaßt, (…) wird (…) zum Wesen der [christlichen] Religion (…) ein geschlossenes System des Glaubens, in ihm ist der Unterschied zwischen Judentum und Christentum enthalten.“ (Leo Baeck in: [17], S. 67–69 „II. Abweichungen der christlichen Religionen vom Judentum in den Grundgedanken.“)
- „Das Judentum hat die Menschwerdung der Gottheit aufs entschiedenste abgelehnt.“ (Seligman Pick in: [17], S. 109)
- „Dem Judentum ist die christliche [Glaubens-]Lehre vom ‚Gottessohn‘ immer als ein unversöhnlicher Widerspruch mit dem Monotheismus erschienen.“ (Seligman Pick in: [17], S. 74)
- „Der strenge Monotheismus des Judentums hat den heiligen Geist [ruach hakkodesch] nicht zur Gottheit (zur göttlichen Person) emporgehoben.“ (Seligman Pick, in: [17], S. 87)
- Das Christentum hat seinen Glauben an die drei göttlichen Personen ihrer dreieinigen, dreiteiligen Gottheit „(…) und ist dabei von der Absicht erfüllt, die Einheit Gottes zu retten. (…) Das Judentum lehrt (…) in seinen Schriften den einzigen Gott, den strengsten Monotheismus.“ (S. Pick, in: [17], S. 94)

### Unterschied zwischen dem evangelischen und dem katholischen Glauben
Ein wesentlicher Streitpunkt unter den christlichen Konfessionen ist seit der Reformation die Frage, ob der Mensch vor Gott durch seinen Glauben allein gerechtfertigt werde, wie insbesondere Martin Luther es betont hat, oder ob dazu auch die guten Werke nötig seien, weil Glaube ohne Werke tot sei, wie es im Katholizismus unterstrichen wird. Nach allgemein christlicher Überzeugung ist der Glaube die persönliche Antwort auf Gottes bzw. Jesu Wort. Dabei geschieht diese Antwort immer in der Gemeinschaft aller Glaubenden und stellvertretend für alle Menschen. Uneinigkeit besteht in der Frage, ob die volle Wirklichkeit des Glaubens sich im Herzen des Einzelnen vollzieht (so die meisten evangelischen bzw. protestantischen Denominationen) oder ob der Glaube der Kirche ontologische Priorität hat (so die katholische Lehre mit ihren „Glaubenswahrheiten“).

## Wissenschaftliche Erklärung religiöser Glaubensphänomene
Scott Atran verfolgt in seinem Werk In Gods We Trust einen darwinistischen Ansatz. Die darwinistische Glaubensforschung sieht den Glauben nicht als anerzogen, sondern als im Bewusstsein des Menschen evolutionär verankert. Die Fähigkeit zu Religiosität und Glaube wird dabei beispielsweise als evolutionäres Nebenprodukt erklärt, es werden aber auch mögliche Selektionsvorteile untersucht. Justin Barrett dagegen sieht in einer evolutionspsychologischen Herangehensweise die Religiosität nicht als überlebenswichtige Strategie von Gemeinschaften, sondern als ein Entwicklungsstadium der menschlichen Psyche.
Experimente zeigen, dass nicht nur Menschen, sondern auch andere Tierarten Verhaltensweisen entwickeln können, die als Glaube beziehungsweise Aberglaube gedeutet werden können. Beispielsweise beweist das Experiment Die abergläubische Ratte dass Religiosität evolutionär angelegt ist.

## Glaube in den Medien
- Für meinen Glauben ist ein Schweizer Fernsehfilm von Jacob Berger. Die Erstaufführung war am 28. November 2018. Die Handlung dreht sich um die Studentin Anaïs, ihre Hinwendung an einen radikalen Islam und den Umgang ihrer Familie damit.